# Global Basketball Association 1991-1992
La stagione GBA 1991-1992 fu la prima della Global Basketball Association. Parteciparono 11 squadre divise in due gironi.
I Memphis HotShots si trasferirono a stagione in corso a Pensacola, diventando i Pensacola HotShots.

## Squadre partecipanti
- Albany S. Shooters
- Fayetteville Flyers
- Greens. Gaters
- Greenville Spinners
- Huntsville Lasers
- Louisville Shooters
- M.M. Great Lakers
- Music City Jammers
- Memphis HotShots /  Pensac. HotShots
- Raleigh Bullfrogs
- Wichita Outlaws

## Classifiche

### Eastern Division
| Squadra                | V  | P  | %    | GB   |
| ---------------------- | -- | -- | ---- | ---- |
| Fayetteville Flyers    | 41 | 23 | 64,1 | -    |
| Greenville Spinners    | 36 | 28 | 56,2 | 5    |
| Albany Sharp Shooters  | 35 | 29 | 54,7 | 6    |
| Greensboro City Gaters | 30 | 33 | 47,6 | 10,5 |
| Raleigh Bullfrogs      | 28 | 35 | 44,4 | 12,5 |

### Western Division
| Squadra                    | V  | P  | %    | GB |
| -------------------------- | -- | -- | ---- | -- |
| Mid-Michigan Great Lakers  | 42 | 22 | 65,6 | -  |
| Louisville Shooters        | 35 | 29 | 54,7 | 7  |
| Huntsville Lasers          | 33 | 31 | 51,6 | 9  |
| Music City Jammers         | 24 | 40 | 37,5 | 18 |
| Memphis/Pensacola HotShots | 24 | 40 | 37,5 | 18 |
| Wichita Outlaws            | 23 | 41 | 35,9 | 19 |

## Play-off

### Finale
|  | Greenville Spinners | 128 – 126 | Music City Jammers |  |

|  | Music City Jammers | 100 – 94 | Greenville Spinners |  |

|  | Greenville Spinners | 114 – 103 | Music City Jammers |  |

|  | Music City Jammers | 103 – 101 | Greenville Spinners |  |

|  | Music City Jammers | 103 – 100 | Greenville Spinners |  |

|  | Music City Jammers | 106 – 104 | Greenville Spinners |  |

### Tabellone
|  | Primo turno  | Primo turno  | Primo turno  |              |            | Semifinali | Semifinali | Semifinali |  |  | Finale | Finale | Finale |  |
|  |              |              |              |              |            |            |            |            |  |  |        |        |        |  |
|  | Fayetteville |              |              |              |            |            |            |            |  |  |        |        |        |  |
|  |              |              |              |              |            |            |            |            |  |  |        |        |        |  |
|  | Greensboro   |              |              |              |            |            |            |            |  |  |        |        |        |  |
|  |              | Fayetteville | Fayetteville | 0            |            |            |            |            |  |  |        |        |        |  |
|  |              |              |              | 0            |            |            |            |            |  |  |        |        |        |  |
|  |              |              | Greenville   | Greenville   | 4          |            |            |            |  |  |        |        |        |  |
|  | Albany       | Albany       | Greenville   | Greenville   | 4          | rit.       |            |            |  |  |        |        |        |  |
|  | Albany       | Albany       |              |              |            |            |            |            |  |  |        |        |        |  |
|  | Greenville   |              |              |              |            |            |            |            |  |  |        |        |        |  |
|  |              | Greenville   | Greenville   | 2            |            |            |            |            |  |  |        |        |        |  |
|  |              |              |              |              |            |            |            |            |  |  |        |        |        |  |
|  |              |              | Music City   | Music City   | 4          |            |            |            |  |  |        |        |        |  |
|  | Music City   | Music City   | Music City   | Music City   | 4          | 2          |            |            |  |  |        |        |        |  |
|  | Music City   | Music City   |              |              |            |            |            |            |  |  |        |        |        |  |
|  | Huntsville   | Huntsville   | 1            |              |            |            |            |            |  |  |        |        |        |  |
|  | Huntsville   | Huntsville   | 1            |              | Music City | Music City | 4          |            |  |  |        |        |        |  |
|  |              |              |              |              | Music City | Music City | 4          |            |  |  |        |        |        |  |
|  |              |              | Mid-Michigan | Mid-Michigan | 3          |            |            |            |  |  |        |        |        |  |
|  | Louisville   | Louisville   | Mid-Michigan | Mid-Michigan | 3          | rit.       |            |            |  |  |        |        |        |  |
|  | Louisville   | Louisville   |              |              |            |            |            |            |  |  |        |        |        |  |
|  | Mid-Michigan |              |              |              |            |            |            |            |  |  |        |        |        |  |

## Vincitore
| Campione GBA 1992              |
| ------------------------------ |
| Music City Jammers (1º titolo) |

## Premi GBA
- GBA All-League Team
  - John Crotty, Greenville Spinners
  - Reggie Fox, Mid-Michigan Great Lakers
  - Willie McDuffie, Greenville Spinners
  - Danny Pearson, Greenville Spinners
  - Lloyd Daniels, Greensboro City Gaters
  - Mike Ratliff, Huntsville Lasers
  - Joey Wright, Pensacola HotShots
  - Alfredrick Hughes, Louisville Shooters
  - Jerome Harmon, Louisville Shooters
- GBA All-Defensive Team
  - David Harris, Huntsville Lasers
  - Sean Gay, Greensboro City Gaters
  - James Martin, Fayetteville Flyers
  - Paris McCurdy, Mid-Michigan Great Lakers
  - Lorenzo Williams, Fayetteville Flyers